# Giulio Cesare (film, 1909)
Pour les articles homonymes, voir Giulio Cesare.
 (juillet 2025).
Pour plus de détails, voir Fiche technique et Distribution.
Giulio Cesare (« Jules César ») est un film italien réalisé par Giovanni Pastrone, sorti en 1909.
Ce film muet en noir et blanc est l'une des premières adaptations cinématographiques de la pièce de théâtre Julius Caesar de Shakespeare, qui relate la conspiration contre Jules César et son assassinat. 

## Fiche technique
- Titre original : Giulio Cesare
- Réalisation : Giovanni Pastrone
- Scénario : Giovanni Pastrone
- Histoire : William Shakespeare, d'après son œuvre Julius Caesar (1623)
- Société de production : Itala Film
- Société de distribution : Itala Film
- Pays d'origine :  Royaume d'Italie
- Langue : italien
- Format : Noir et blanc – 1,33:1 – 35 mm – Muet
- Genre : Drame, historique et biopic
- Longueur de pellicule : 255 m (1 bobine)
- Durée : 12 minutes
- Année : 1909
- Dates de sortie :
  -  Italie : octobre 1909
  -  France : octobre 1909
  -  Royaume-Uni : octobre 1909
  -  États-Unis : 18 novembre 1909
- Autres titres connus :
  -  France : Julius César
  -  Royaume-Uni : Julius Caesar
  -  États-Unis : Julius Caesar

## Distribution
- Giovanni Pastrone : Jules César (Giulio Cesare)
- Luigi Mele : Brutus (Bruto)